# Fehlpaarung von verrutschten DNA-Strängen
|  | Dieser Artikel wurde aufgrund von formalen oder inhaltlichen Mängeln in der Qualitätssicherung Biologie zur Verbesserung eingetragen. Dies geschieht, um die Qualität der Biologie-Artikel auf ein akzeptables Niveau zu bringen. Bitte hilf mit, diesen Artikel zu verbessern! Artikel, die nicht signifikant verbessert werden, können gegebenenfalls gelöscht werden. Lies dazu auch die näheren Informationen in den Mindestanforderungen an Biologie-Artikel. |

Die Fehlpaarung von verrutschten DNA-Strängen ist eine Form der Mutation während der DNA-Replikation, die entweder zu einer Trinukleotid- oder Dinukleotid-Expansion oder manchmal zur Kontraktion führen kann.
Das Verrutschen passiert normalerweise, wenn eine Sequenz repetitiver Nukleotide (Tandemwiederholung) während der Replikation vorliegt. Tandemwiederholungen sind instabile Regionen des Genoms, in denen regelmäßig Insertionen und Deletionen stattfinden können, die zu Neuanordnungen des Genoms führen.  Die DNA-Polymerase, das Enzym, das hauptsächlich die Polymerisation von freien Desoxyribonukleotiden in einen neu geformten DNA-Strang katalysiert, spielt eine wichtige Rolle beim Auftauchen dieser Mutation. Wenn die DNA-Polymerase auf ein direct repeat stößt, kann ihr eine replication slippage unterlaufen.